# Brian Adams (Fußballspieler)
Brian Thomas Adams (* 18. Mai 1947 in Tottenham, London) ist ein ehemaliger englischer Fußballspieler.

## Karriere
Adams war beim Hauptstadtklub FC Chelsea als Apprentice (dt. Auszubildender) angestellt, erhielt aber 17-jährig keinen Profivertrag angeboten und verließ den Klub im Sommer 1964. Stattdessen wurde er vom früheren Chelsea-Spieler Billy Gray zum FC Millwall geholt. Bei Millwall gehörte Adams, der den Spitznamen „Chipper“ trug, im Reserveteam zu den herausragenden Spielern, in der Profimannschaft kam er während seiner zweijährigen Zugehörigkeit aber nicht über die Rolle des Ergänzungsspielers auf der linken Läuferposition hinaus. Millwall platzierte sich sowohl in der Viertligasaison 1964/65 als auch in der Drittligasaison 1965/66 auf dem zweiten Tabellenplatz und schaffte so mit zwei aufeinanderfolgenden Aufstiegen den Durchmarsch von der vierten in die zweite Liga. Adams kam hierbei zu acht (1964/65, in der Läuferreihe neben Tom Wilson und Dave Harper) bzw. sieben Ligaauftritten und einem FA-Cup-Einsatz (1965/66, zumeist neben Wilson und Bryan Snowden), bevor er den Klub im Sommer 1966 Richtung FC Wimbledon verließ. Für den in der Southern League spielenden Klub kam er zu Saisonbeginn anstelle von Bobby Ardrey und Stuart Davies zu sieben Ligaeinsätzen und war bei einem 4:4-Unentschieden gegen Cambridge City auch als Torschütze erfolgreich.
Bereits im Dezember 1966 zog er zum Ligakonkurrenten Hillingdon Borough weiter, bei dem er auch als Halbstürmer in Erscheinung trat. In der Folge spielte er noch unter dem früheren Millwall-Spieler Dave Bumpstead für den ebenfalls in der Southern League antretenden Klub Brentwood Town. Adams zog anschließend nach Devon, arbeitete dort zunächst für ein Kunststoff-Unternehmen, bevor er einen Surfshop betrieb und mit seinem Mannschaftskameraden Barry Rowan in einer Musikgruppe unter dem Namen The Surfers auftrat. Später wanderte er nach Western Australia aus, wo er seinen Lebensunterhalt mit Unternehmen im Landschaftsbau und der Teppichreinigung verdiente und Fußballschulen betrieb.